# Anna Sten
Anna Sten (în ucraineană Анна Стен; n. 3 decembrie 1908, Kiev, gubernia Kiev⁠(d), Imperiul Rus – d. 12 noiembrie 1993, New York City, New York, SUA) a fost o actriță americană de origine ucraineană. Ea și-a început cariera jucând în piese de teatru și filme în Rusia înainte de a călători în Germania, unde a jucat în mai multe filme. Spectacolele în care juca au fost observate de către producătorul de film Samuel Goldwyn, care a adus-o în Statele Unite ale Americii cu scopul de a crea o nouă vedetă a ecranului care să rivalizeze cu Greta Garbo. După câteva filme nereușite, Goldwyn i-a reziliat contractul. Ea a continuat să joace ocazional până în 1962, când a avut ultima ei apariție în film.

## Primii ani și educația
Anna Petrovna Fesak s-a născut pe 3 decembrie 1908 la Kiev. Există și alte date de naștere contradictorii: 1910 și 1906 din formularele de admitere la facultate. Mama ei, Alexandra, afirmă că data de naștere a Annei este 29 octombrie 1906 la sosirea ei în Statele Unite, deși unele discrepanțe s-ar putea datora trecerii de la calendarul iulian la calendarul gregorian. Potrivit biografiei oficiale, tatăl ei s-a născut într-o familie de cazaci și a lucrat ca un actor și producător de teatru. Mama ei era o balerină de origine suedeză. La mijlocul anilor 1920 ea s-a căsătorit la Kiev cu actorul de varietăți Boris Sten (născut Bernstein) și a luat numele lui de familie ca nume de scenă.
În cele mai multe surse străine numele ei de fată sunt scrise Stenska și Sudakevich, sau o combinație a acestora (precum variantele comune Anel (Anyushka) Stenska-Sudakevich sau Annel (Anjuschka) Stenskaja Sudakewitsch), iar așa se explică de ce Sten a fost identificată în mod greșit cu actrița rusă Anel Sudakevich, care jucat în filmele sovietice în același timp și cu unii din aceeași regizori cu care a lucrat și Anna Sten. Actrițele au fost adesea confundate una cu cealaltă.
Sten a urmat studii la Facultatea de Teatru din Kiev, a lucrat ca reporteriță și a jucat simultan la Teatrul Mic din Kiev, a participat la cursuri de teatru unde a învățat sistemul Stanislavski. În 1926, ea a trecut cu succes examenele de admitere la primul teatru proletcultist din Moscova.

## Cariera
În 1926, după finalizarea studiilor la școala de teatru de la Kiev, Sten a fost invitată de regizorul ucrainean Viktor Turin să apară în filmul Provokator, inspirat de cartea scriitorului ucrainean Oles Dosvitnîi. Sten a fost descoperită de către profesorul și regizorul rus de teatru Konstantin Stanislavski, care a aranjat o audiție pentru ea la Academia de Film de la Moscova. Sten continuat să joace în alte piese de teatru și filme în Ucraina și Rusia, inclusiv comedia The Girl with a Hatbox  (1927) a lui Boris Barnet. Ea și soțul ei, regizorul rus de film Fedor Ozep, au călătorit în Germania pentru a apărea în coproducția germano-sovietică studios, The Yellow Ticket  (1928). După ce filmul a fost terminat, Anna Sten și soțul ei au decis să nu se mai întoarcă în Uniunea Sovietică.

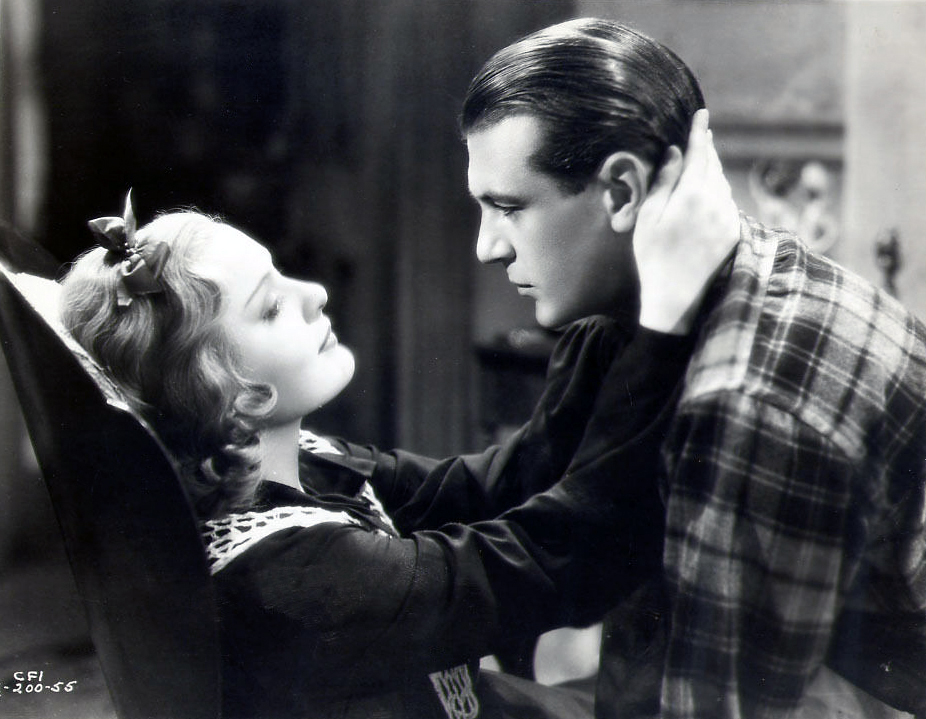
Gary Cooper și Anna Sten, fotografie publicitară pentru The Wedding Night, 1935

După o tranziție lină la filmele sonore, Sten a apărut în filmele germane ca Trapez (1931) și Criminalul Dimitri Karamazov (1931), până când a ajuns în atenția producătorului american de film Samuel Goldwyn. Goldwyn era în căutarea unei actrițe străine care să devină o rivală a Gretei Garbo și o posibilă succesoare a Vilmei Bánky, cu care Goldwyn avusese mare succes în epoca filmului mut. Timp de doi ani după aducerea Annei Sten în America, Goldwyn a depus eforturi ca ea să învețe limba engleză și metodele de actorie de la  Hollywood. El a cheltuit mult timp și mulți bani în primul film american în care a apărut Sten, Nana (1934), o ecranizare a romanului scandalos al lui Émile Zola din secolul al XIX-lea. Dar filmul nu a avut succes la box-office, cum nu au avut nici cele două filme ulterioare ale lui Goldwyn, We Live Again (1934) și The Wedding Night (1935), în care a jucat alături de Gary Cooper. Nemulțumit, Goldwyn a reziliat contractul cu „noua Garbo”. Susținerea Annei Sten de către Goldwyn  este menționată în piesa „Anything Goes” (1934) a lui Cole Porter din musicalul cu același nume: „When Sam Goldwyn can with great conviction / Instruct Anna Sten in diction / Then Anna shows / Anything goes.”
În anii 1940, Sten a apărut în mai multe filme, inclusiv The Man I Love (1940), So Ends Our Night  (1941), Chetniks! The Fighting Guerrillas (1943), They Came to Blow Up America (1943), Three Russian Girls (1943) și Let's Live a Little (1948). Sten a continuat să joace în filme în Statele Unite și în Anglia, dar nici unul dintre ele nu a avut succes. Încercând să remedieze această situație prin urmarea unor studii la The Actors Studio, Sten a apărut în mai multe seriale de televiziune în anii 1950, inclusiv Red Skelton Show (1956), The Walter Winchell File (1957) și Adventures in Paradise (1959).

## Sfârșitul carierei
Mai târziu, majoritatea aparițiilor în filme a lui Sten au fost favoruri făcute soțului ei. Ea a avut o apariție în filmul Heaven Knows, Mr. Allison (1957) produs de Frenke și un rol principal în ultimul ei film (produs tot de Frenke), The Nun and the Sergeant (1962).
Sten a murit pe 12 noiembrie 1993, în orașul New York, la vârsta de 84 de ani.

## Viața personală
Sten a fost căsătorită cu producătorul de film american Eugene Frenke, a cărui carieră a înflorit la Hollywood după ce și-a urmat soția acolo, în 1932.

## Filmografie
| An   | Titlu                             | Rol                           | Observații                                       |
| ---- | --------------------------------- | ----------------------------- | ------------------------------------------------ |
| 1926 | Miss Mend                         | Typist (uncredited)           | The Adventures of the Three Reporters            |
| 1927 | The Girl with a Hatbox            | Natasha                       | Moscow That Weeps and Laughs Devushka s korobkoy |
| 1928 | The Yellow Ticket                 | Maria                         |                                                  |
| 1928 | My Son                            | Olga Surina                   |                                                  |
| 1928 | The White Eagle                   | Governor's wife               |                                                  |
| 1929 | Zolotoy klyuv                     | Varenka                       |                                                  |
| 1930 | Bookkeeper Kremke                 | Kremke's daughter             |                                                  |
| 1931 | The Murderer Dimitri Karamazov    | Gruschenka                    |                                                  |
| 1931 | Les frères Karamazoff             | Gruschenka                    |                                                  |
| 1931 | Trapeze                           | Marina                        | I Salto Mortale                                  |
| 1931 | Monte Carlo Madness               | Königin Yola I. von Pontenero | Bomben auf Monte Carlo                           |
| 1932 | Storms of Passion                 | Russen-Annya                  |                                                  |
| 1934 | Nana                              | Nana                          |                                                  |
| 1934 | We Live Again                     | Katusha Maslova               |                                                  |
| 1935 | The Wedding Night                 | Manya Novak                   |                                                  |
| 1936 | A Woman Alone                     | Maria                         |                                                  |
| 1939 | Exile Express                     | Nadine Nikolas                |                                                  |
| 1940 | The Man I Married                 | Frieda                        |                                                  |
| 1941 | So Ends Our Night                 | Lilo                          |                                                  |
| 1943 | Chetniks! The Fighting Guerrillas | Lubitca Mihailovitch          |                                                  |
| 1943 | They Came to Blow Up America      | Frau Reiter                   |                                                  |
| 1943 | Three Russian Girls               | Natasha                       |                                                  |
| 1948 | Let's Live a Little               | Michele Bennett               |                                                  |
| 1955 | Soldier of Fortune                | Madame Dupree                 |                                                  |
| 1956 | The Red Skelton Show              | Queen of Livonia              | spectacol de televiziune                         |
| 1956 | Runaway Daughters                 | Ruth Barton                   |                                                  |
| 1957 | The Walter Winchell File          | Frieda                        | spectacol de televiziune                         |
| 1959 | Adventures in Paradise            | Antonia                       | spectacol de televiziune                         |
| 1962 | The Nun and the Sergeant          | Nun                           |                                                  |
| 1964 | Arrest and Trial                  | Mrs. Van de Heuven            | spectacol de televiziune                         |